# 奉天满铁附属地

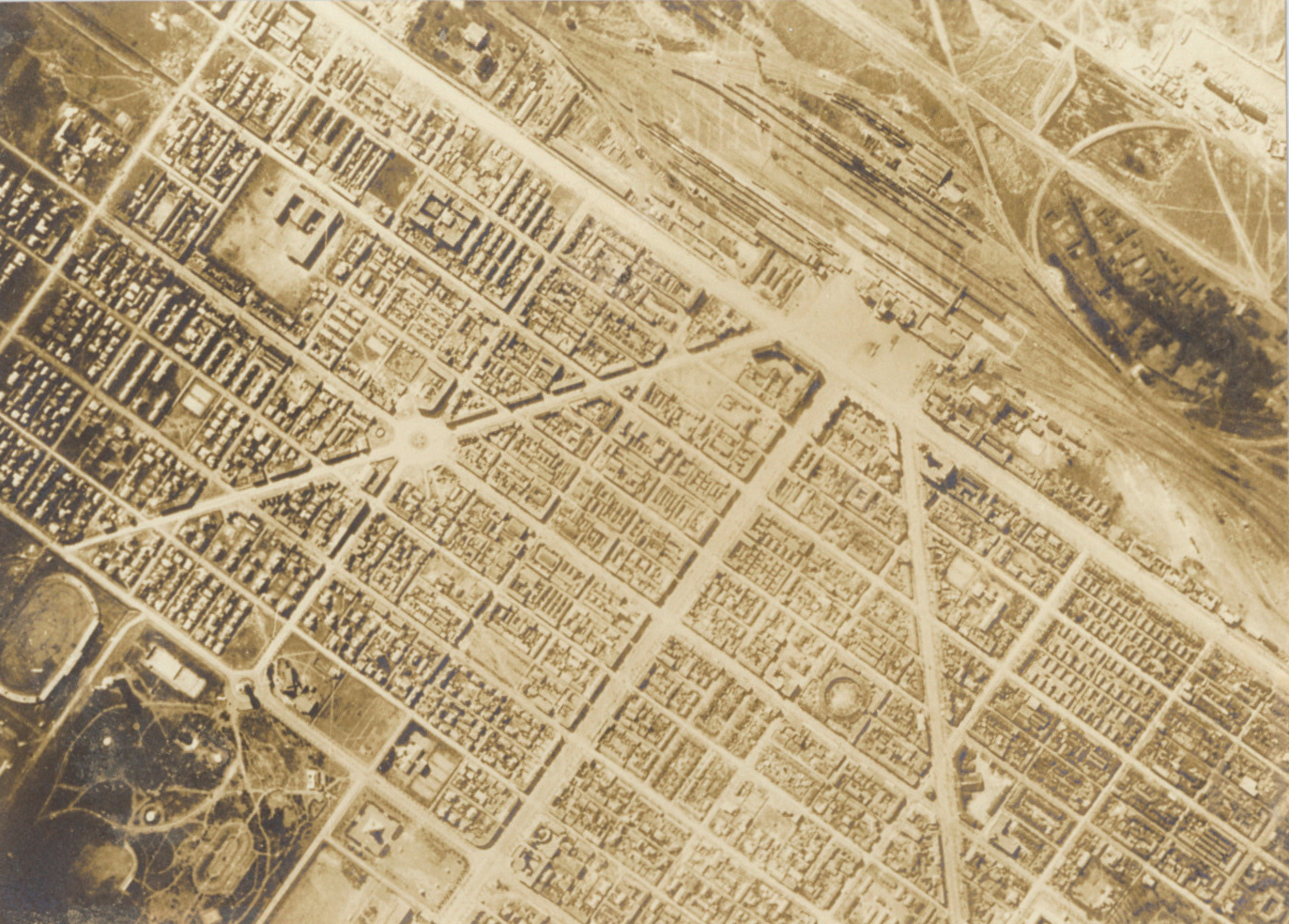
1925-1933年之间的奉天满铁附属地，航拍，图片上方为西

奉天满铁附属地是满铁在奉天市的鐵路附屬地。滿鐵對這些土地不僅擁有所有權，也有行政權。
奉天满铁附属地面积约182万坪（约600万平方米），是所有满铁附属地中最大的。满铁本线终点站长春的满铁附属地面积为奉天附属地的约六分之五。:39

## 歷史
1905年大日本帝國在日俄战争中獲勝，根據《樸茨茅斯条約》獲得了俄羅斯帝國的東清鐵道南滿洲支線，同時也繼承了包括奉天满铁附属地在内的俄國的南滿鐵路附屬地。
尽管俄军在1903年曾占领奉铁并施行军政，俄国并未在奉天火车站周围修建城镇。铁道西侧是未开发的土地，铁道东侧（车站正面一侧）建筑也并不多。同样设立于1903年的奉天商埠地位于奉天火车站和原有的奉天城中间的位置。:39
1937年12月1日，奉天满铁附属地移交奉天市公署，纳入奉天市行政区域:21。1938年，奉天市公署将原奉天满铁附属地和奉天商埠地地块成立大和区，后又分出朝日区和敷岛区：朝日区和敷岛区包括原商埠地范围，而拆分后的大和区相当于原满铁附属地区域。
1945年日本投降后，大和区、朝日区、敷岛区分别更名为和平区、南市区、北市区。中华人民共和国成立初期，将和平区、南市区、北市区三个区域合并，统称和平区。

## 城市规划
与其他满铁附属地类似，奉天满铁附属地的街道为方格状，以火车站为中心设置主干路，并在主干路上设置广场。奉天满铁附属地最宽阔的主干路是正对车站的沈阳大街（后改名为千代田通，今为中华路）和与铁路平行的铁路大街（今胜利大街）。:40但奉天满铁附属地设施最齐备、最繁华的是昭德大街（后改名为浪速通，今为中山路）。千代田通和浪速通东端和奉天老城之间有干道连接。:462,463
与千代田通平行（东西向）的街道以“通”命名。千代田通北侧的第一条道路为“北一条通”（今北一马路），再向北为“北二条通”等；千代田通南侧为“南一条通”（今南一马路）等。1940年时北侧已有北九条通，南侧已有南十二条通，南五条通以南基本都是住宅区。:463
与千代田通垂直（南北向）的街道以“町”命名。跨越北四条通、千代田通的街道以上述街道为界，定为不同的町。例如经过大广场（又名浪速广场，今中山广场）的南北向街道，在大广场（北四条通）以北为加茂町，在大广场和千代田通之间为富士町，在千代田通以南为萩町。千代田通以北的町名取自日本的风景名胜和山河名称，千代田通以南的町名取自四季风物。:463
附属地内设置满铁的各种设施和住宅、并建设医院、学校、公会堂、神社、图书馆乃至墓地、火葬场、屠宰场等公共设施。满洲地区总体而言水资源不丰富，因此满铁附属地重视上下水道的建设以确保用水，特别是饮用水。奉天满铁附属地先后有两座水塔，位于千代田公园附近。:39

## 日本人在奉天的分布
清末最早的日本人聚居区在奉天站和奉天城之间的十间房地区（后来归属满铁附属地）以及小西门外、小西关区域（后来归属商埠地）。1910年时满铁附属地和商埠地及城内的日本居民数量相当，1910年代商埠地、城内的日本居民数量变化不大，而满铁附属地的日本居民激增，到1920年，商埠地的日本人仅占奉天日本人的2成。此后商埠地和城内日本居民减少，而满铁附属地方面日本人口继续增加。1931年时商埠地、城内日本人仅占奉天日本人的6.5%。1938年以后满铁附属地取消，改为大和区，日本人可以在奉天各处自由居住，此区域日本人比例逐渐下降，但即使如此，1942年时大和区的日本人仍占奉天日本人的一半。:40,41

## 行政区划

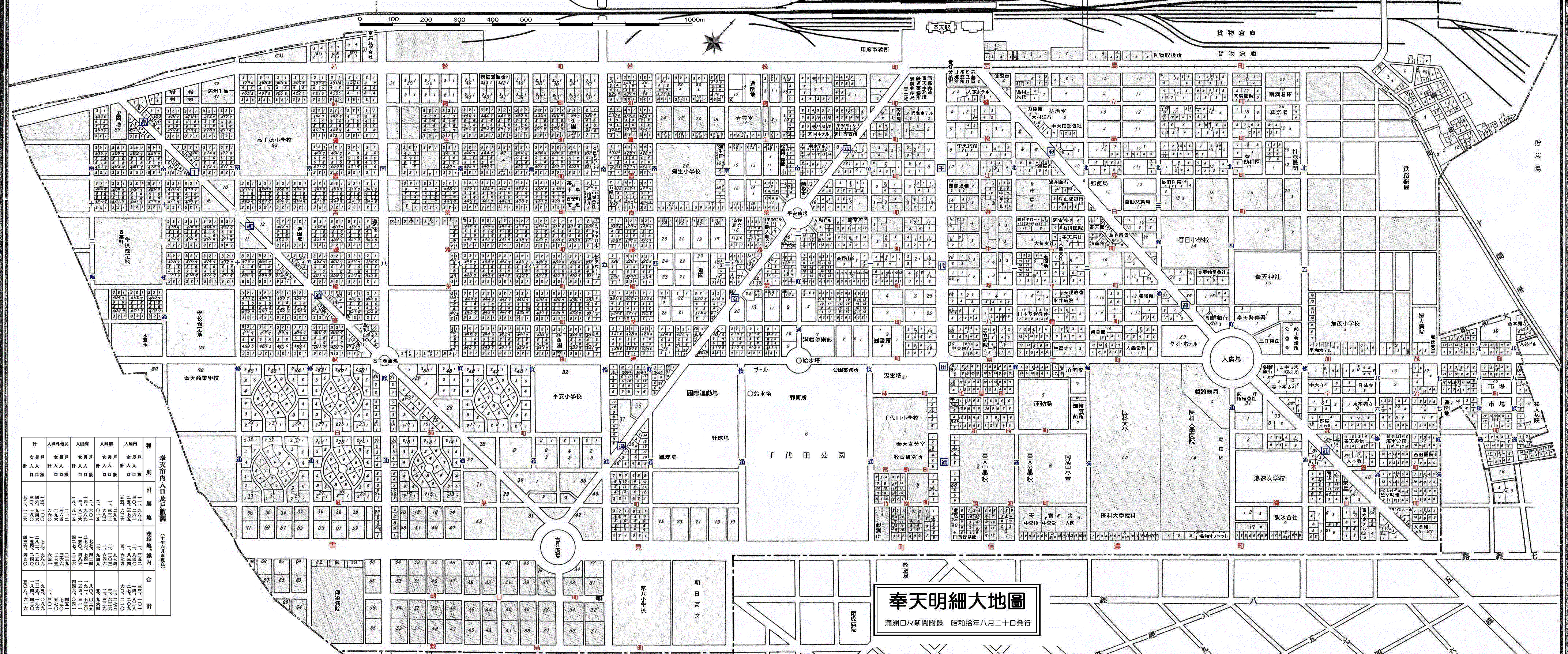
1935年的奉天满铁附属地地图

### 十间房、西塔地区
大和町、日吉町、柳町。

### 千代田通以东
宮島町、橋立町、松島町、江島町、春日町、住吉町、琴平町、八幡町、富士町、淺間町、新高町、筑波町、信濃町、加茂町、宇治町、淀町、木曾町、隅田町。

### 千代田通以西
若松町、紅梅町、彌生町、霞町、青葉町、藤浪町、稻葉町、葵町、萩町、白菊町、紅葉町、雪見町、常盤町、竹園町、朝日町。